# マッティ・オイヴァネン
マッティ・オイヴァネン（Matti Tapio Oivanen, 1986年5月26日 - ）は、フィンランドの元男子バレーボール選手。ヒュッテイネン出身。ポジションはミドルブロッカー。フィンランド代表。

## 来歴
ミッコ・オイヴァネンは双子の兄弟で共にバレーボールを始める。2004年、フィンランド・ライシオのクラブへ入団。国内リーグで4シーズンプレーし、3度のカップ優勝を飾る。2008年にフランスリーグ・プロAのボーヴェOUCへ移籍、2009年にイタリア・セリエAの強豪クラブ・ピアチェンツァへ1年契約で移籍した。
2005年、タンペレで行われた欧州リーグ・ドイツ戦で代表デビューを飾り、フィンランド代表のミドルブロッカーとして通算89試合に出場。ナショナルチームでレギュラーを獲得し、2007年欧州選手権ではフィンランド初の準決勝進出を経験した。ワールドリーグには4年連続出場し、国際大会での経験を積んでいる。
2019年に現役引退。

## 球歴
- ワールドリーグ - 2006年、2007年、2008年、2009年
- 欧州選手権 - 2007年（4位）

## 所属クラブ
- Raision Loimu （2004-2006年）
- Pielaveden Sampo （2006-2008年）
- ボーヴェOUC （2008-2009年）
- パッラヴォーロ・ピアチェンツァ （2009-2010年）
- バレー・フォルリ（2010-2011年）
- ニジニ・ノヴゴロド（2011-2012年）
- アル・アラビ（2012年）
- Hurrikaani Loimaa（2012-2013年）
- AZSオルシュティン（2013-2014年）
- Hurrikaani Loimaa（2014-2019年）